# Образов Денис Михайлович
Денис Михайлович Образов (біл. Дзяніс Міхайлавіч Образаў, рос. Денис Михайлович Образов, нар. 24 червня 1988, Вітебськ) — білоруський футболіст, захисник клубу «Слуцьк».
Виступав, зокрема, за клуби «Дніпро» (Могильов) та «Нафтан», а також молодіжну збірну Білорусі.

## Клубна кар'єра
Народився 24 червня 1988 року в місті Вітебськ. Вихованець футбольної школи клубу «Динамо» (Мінськ). У дорослому футболі дебютував 2005 року виступами за команду «Молодечно», в якій того року взяв участь у 3 матчах Другої ліги Білорусі.
Протягом сезону 2007 року захищав кольори клубу «Полоцьк» у Першій лізі, після чого перебрався до «Дніпра» (Могильов). Відіграв за могильовську команду наступні чотири сезони своєї ігрової кар'єри і у двох останніх був основним гравцем захисту команди.
У лютому 2012 року перейшов в новополоцький «Нафтан», де також швидко став одним з основних захисників. У вересні того ж року отримав травму і вибув до кінця сезону. Сезон 2013 почав на лавці запасних, але в травні закріпився в основі на позиції лівого захисника.
У січні 2014 року Денис повернувся в «Дніпро» (Могильов). У складі «дніпрян» він закріпився на позиції лівого захисника. За підсумками сезону 2014 «Дніпро» втратив місце в Вищій лізі, і в лютому 2015 роки Денис відправився на перегляд в «Нафтан», але не підійшов новополоцькому клубу. В результаті продовжив контракт з «Дніпром». За підсумками сезону 2015 «Дніпро» не змогло повернутися до вищої ліги, але в лютому 2016 року Образов підписав нову угоду з командою. Після закінчення сезону 2016 року, в якому «Дніпро» посів друге місце в Першій лізі і повернув собі місце в еліті, захисник покинув команду.
У січні 2017 року він приєднався до «Слуцька», з яким у лютому підписав контракт і швидко став головним центральним захисником. У грудні 2017 року він продовжив контракт з клубом. У сезоні 2018 року він залишався основним гравцем. У грудні 2018 року він підписав новий контракт зі «Слуцьком». Сезон 2019 року Образов розпочав в основі, але більшу частину сезону пропустив через травми. У грудні 2019 року він знову продовжив свою угоду зі слуцьким клубом.

## Виступи за збірну
Протягом 2010—2011 років залучався до складу молодіжної збірної Білорусі. На молодіжному рівні зіграв у 2 офіційних матчах.

## Титули і досягнення

### Командні
- Бронзовий призер чемпіонату Білорусі (1): 2009
- Володар Кубка Білорусі (1): 2011–12